# بهروز جاوید تهرانی
بهروز جاوید تهرانی (زاده پنجم دی ۱۳۵۷ در تهران) فعال دانشجویی و سیاسی ایرانی است. او اکنون در استرالیا ساکن است و با «سازمان حقوق بشر ایران» و سازمان «دیده‌بان حقوق بشر» به عنوان مشاور امور ایران همکاری دارد.

## پیشینه
جاوید تهرانی نخستین بار در تاریخ ۱۸ تیر ۱۳۷۸ در سن ۱۹ سالگی در حوادث کوی دانشگاه تهران بازداشت شد. او به خاطر حضور در اعتراض‌ها و حوادث کوی دانشگاه تهران از سوی دادگاه به اتهام اقدام علیه امنیت ملی به هشت سال زندان محکوم شد.
وی در زمانی که در زندان به سر می‌برد، مادر خود را از دست داد، اما مسئولین قضایی اجازه حضور او را در مراسم خاکسپاری مادرش ندادند. دادگاه تجدیدنظر حکم هشت سال زندان وی را در این دوره به چهار سال زندان و سه سال حبس تعلیقی کاهش داد و جاوید تهرانی در اواخر سال ۱۳۸۲ با نظر قاضی مبنی بر معلق شدن ۳ سال از دوران محکومیت‌اش و با استفاده از قانون آزادی مشروط از زندان آزاد شد و مابقی حکم وی به حالت تعلیق دارآمد.
جاوید تهرانی پس از آزادی از زندان به فعالیت سیاسی خود ادامه داد. وی در طول سال ۱۳۸۳ دو بار در تهران دستگیر و به بند ۲۰۹ زندان اوین منتقل شد. تاریخ یکی از دستگیری‌های وی در روز ۱۸ تیر ماه سال ۱۳۸۳ بود که پرونده‌ای در همین زمینه برای وی در شعبه ۲۶ دادگاه انقلاب تشکیل شد. هر دو بار این بازداشت‌ها به خاطر حضور وی در گردهمایی اعتراضی در برابر دفتر سازمان ملل متحد برای پشتیبانی از زندانیان سیاسی بود.
وی همچنین عضو «جبهه دموکراتیک ایران» است که این عضویت مبنای یکی از اتهامات وی قرار گرفته‌است. وی همراه دیگر اعضای این گروه پیش از انتخابات ریاست جمهوری سال ۱۳۸۴ در اعتراض به فقدان شفافیت و دموکراسی انتخابات ایران دست به فعالیت‌هایی همچون نصب پوستر، توزیع بیانیه و نگارش شعارهای سیاسی در جهت تحریم انتخابات بر روی دیوار زد. از دیگر فعالیت‌های وی جمع‌آوری پول برای خانواده‌های زندانیان سیاسی و تهیهٔ فیلم‌های کوتاهی حاوی مصاحبه با آن‌ها بود. از جملهٔ این فیلم‌ها مصاحبه با اکبر محمدی در دوران مرخصی‌اش بود.
جاویدتهرانی همچنین بعد از آزادی از زندان در عرصهٔ وبلاگ‌نویس به فعالیت پرداخت که از جملهٔ وبلاگ‌های او «فرهنگ اصطلاحات زندان» بود.

### بازداشت و زندان
بهروز جاوید تهرانی مجدداً در تاریخ ۴ خرداد ماه سال ۱۳۸۴ در منزل خود در تهران بازداشت شد. تهرانی مدت سه ماه را در سلول‌های انفرادی بند ۲۰۹ زندان اوین تحت فشارهای روحی و جسمی به سر برد. بر اثر این شکنجه‌های وی دچار صدمات جدی شد. بر اثر ضربه‌هایی که به سرش در مدت بازجویی و حضور در سلول‌های انفرادی اوین وارد شده بود بینایی‌اش دچار مشکل شد. وی از بازجویان خود شکایت کرد که به شکایت وی هرگز رسیدگی نشد.
این در حالی بود که پزشکی قانونی در سال ۱۳۸۵ شکنجه شدن وی را در زندان تأیید کرده بود، اما به او اجازه داده نشده تا از مراقبت‌های پزشکی مورد نیاز برخوردار شود. کبودی و زخم‌های تازه بر بدن و نیز از دست دادن ۵۰ درصد از بینایی اش به دلیل جراحت‌هایی که بازجویانش به سر او وارد کرده‌اند از جمله صدمات وارد شده به وی است.
وی همچنین در طول دورهٔ بازداشت در سلول‌های انفرادی دست به اعتصاب غذا زد که ۱۸ روز به طول انجامید و مسئولین زندان از رسیدگی پزشکی به وی در این مدت خودداری کردند.

### اتهامات و حکم
بهروز جاویدتهرانی در شعبه ۲۶ دادگاه انقلاب به ریاست قاضی حداد (حسن زارع دهنوی) بدون داشتن وکیل محاکمه شد. وی در این دادگاه به اتهام «تبلیغ علیه نظام و توهین به رهبری»، «همکاری با سازمان مجاهدین» و «عضویت در جبهه دموکراتیک ایران» در مجموع به تحمل ۷ سال حبس تعزیری و ۷۴ ضربه شلاق محکوم شد. اتهام «همکاری با سازمان مجاهدین» در این پرونده مسبب صدور حکم سه سال و نیم زندان برای وی شد که این حکم در دادگاه تجدینظر به ۶ ماه زندان کاهش پیدا کرد. بدین ترتیب وی چهار سال حبس تعزیری و ۷۴ ضربه شلاق محکوم شد. حکم دادگاه تجدید نظر وی در تاریخ ۱۷ آبان ماه ۱۳۸۷ در زندان به وی ابلاغ شد.
در سال ۱۳۸۶ نیز با نظر قاضی صلواتی در شعبه ۱۵ دادگاه انقلاب حکم تعلیقی سه سال زندان وی از پروندهٔ کوی دانشگاه اجرایی شد. به‌طوری‌که وی پس از به پایان رساندن دوران محکومیت ۴ سال و نیم زندان خود در پروندهٔ سال ۱۳۸۴ به خاطر محکومیت باقی‌ماندهٔ خود از پروندهٔ کوی دانشگاه در زندان باقی ماند.
در تاریخ ۱۹ آبان ماه ۱۳۸۹ حکم ۷۴ ضربه شلاق وی نیز در زندان رجایی‌شهر کرج به اجرا درآمد و وی در زندان ۷۴ ضربه شلاق خورد.

### پیگیری
بهروز جاوید تهرانی در تاریخ ۹ام شهریور ماه ۱۳۸۴ پس از سپری کردن بیش از سه ماه حضور در سلول‌های انفرادی به زندان رجایی‌شهر در کرج منتقل شد. وی به اندرزگاه ۶ این زندان منتقل و در بدو ورود در اعتراض به انتقال خود به این زندان دست به اعتصاب غذا زد. در تاریخ ۳۰ام فروردین ماه ۱۳۸۵ جاویدتهرانی به خاطر پروندهٔ مفتوح خود از بازداشت سال ۱۳۸۳ به شعبه ۲۶ دادگاه انقلاب تهران احضار و در آن‌جا حاضر شد.
در تاریخ ۳۰ مهر ماه ۱۳۸۵ جاویدتهرانی مورد حمله چند مجرم خطرناک در حضور مسئولین در زندان قرار گرفت و مسئولین زندان اقدامی در جهت حفاظت از وی به عمل نیاورند. این مسئله باعث وارد آمدن صدماتی به وی شد. این حمله پس از آن صورت گرفته بود که وی در زندان مراسم یادبودی برای اکبر محمدی برگزار کرده بود.
وی در طول سپری کردن دوران محکومیت خود بارها مورد ضرب و شتم و توهین مأمورین زندان قرار گرفت و بارها به سلول انفرادی زندان رجایی شهر منتقل شد. همچنین وی در زندان بارها از بندی به بند دیگر و از سالنی به سالن دیگر منتقل شد که بارها از این مسئله شکایت داشته‌ است. از جمله در اردیبهشت ماه ۱۳۸۶ وی به پس از درگیری لفظی با یکی از زندانبان زندان رجایی شهر مورد ضرب و شتم قرار گرفت و به مدت ۱۵ روز به سلول‌های انفرادی این زندان منتقل شد.
همچنین در اردیبهشت ماه سال ۱۳۸۸ نیز وی به سلول انفرادی منتقل شد و دست به اعتصاب غذا زد. وی در سلول انفرادی با دست‌بند و پابند مورد ضرب و شتم مأمورین زندان قرار گرفت و تا پایان حضور در سلول انفرادی که ۲۳ روز به طول انجامید، از اعتصاب غذا دست برنداشت.
در تاریخ ۱۶ اسفند ماه ۱۳۸۸ وی بار دیگر به سلول‌های انفرادی زندان رجایی شهر منتقل شد. در حالی که تهرانی در شرایط غیرانسانی و بسیار بدی در سلول‌های انفرادی زندان رجایی شهر نگهداری می‌شد، در تاریخ ۱۰ فروردین ماه ۱۳۸۸ مسئولان زندان رجایی شهر به وی اعلام کردند که یا باید در سلول انفرادی بماند یا به بند مجرمان خطرناک منتقل شود. این مسئله موجب واکنش وی شد و دست به اعتصاب غذا زد.
در خرداد ماه ۱۳۸۹ نیز بهروز جاوید تهرانی بار دیگر به سلول‌های انفرادی منتقل شد تا سهیمه‌ای هر ساله از سلول انفرادی داشته باشد و در تمام سال‌های دوران محکومیت دست کم یک بار را به سلول انفرادی رفته باشد. وی از ۱۰ خرداد ماه ۱۳۸۹ به سلول انفرادی منتقل و بیشتر از یک ماه را در این سلول‌ها محبوس بود. این در حالی بود که وی در شرایط بسیاری بدی نگهداری می‌شد.
در آذر ماه ۱۳۸۹ نیز وی به اندرزگاه سه زندان رجایی شهر منتقل شد. در خرداد ماه سال ۱۳۹۰ وی در حالی ششمین سال زندان و محکومیت خود را سپری می‌کرد که حتی یک روز از حق مرخصی استفاده نکرده بود. در تاریخ ۷ تیر ماه ۱۳۹۰ وی به همراه سه زندانی دیگر در اقدامی نامعلوم از سوی مسئولین قضایی به بند ۲۴۰ زندان اوین تهران منتقل شد. بهروز جاوید تهرانی و سه زندانی دیگر مدت سه ماه را برای اطلاع رسانی و پخش ویدیویی از شرایط محسن دگمه‌چی که در زندان به سرطان مبتلا شده بود و از امکانات پزشکی مناسب محروم بود، در سلول‌های انفرادی بند ۲۴۰ زندان اوین به سر بردند.
بهروز جاوید تهرانی با پایان دوره محکومیت در تاریخ ۵ دی ماه ۱۳۹۰ از زندان آزاد شد.
وی پس از آزادی به کار در خصوص مسایل حقوق بشری ادامه داد و هم اکنون در سازمان حقوق بشر ایران و سازمان دیده‌بان حقوق بشر کار می‌کند. تمرکز اصلی وی بر روی لغو اعدام در ایران است.